# Макарий III (митрополит Новгородский)
Митрополит Макарий III (ум. 14 (24) ноября 1663) — епископ Русской православной церкви, митрополит Новгородский и Великолуцкий.

## Биография
Был казначеем Казанского Спасо-Преображенского монастыря.
Участник Земского собора 1621 года, в чине новгородского митрополита.
8 августа 1652 года хиротонисан во епископа Новгородского и Великолуцкого с возведением в сан митрополита.
В 1654 году митрополит Макарий перенёс мощи князя Владимира Ярославича из Корсунской паперти в самую церковь Святой Софии и положил их в новой раке на правой стороне, у полуденных дверей.
В 1654—1655 годах участвовал в Соборе по делу исправления церковных книг. Негативно относился к церковной реформе патриарха Никона.
Скончался 14 ноября 1663 года. Погребён в Юрьевском Новгородском монастыре под папертью церкви.